# Seseli bienne
Seseli bienne är en flockblommig växtart som beskrevs av Heinrich Johann Nepomuk von Crantz. Seseli bienne ingår i släktet säfferötter, och familjen flockblommiga växter. Inga underarter finns listade i Catalogue of Life.